# Christopher Jackson (Schauspieler, 1975)

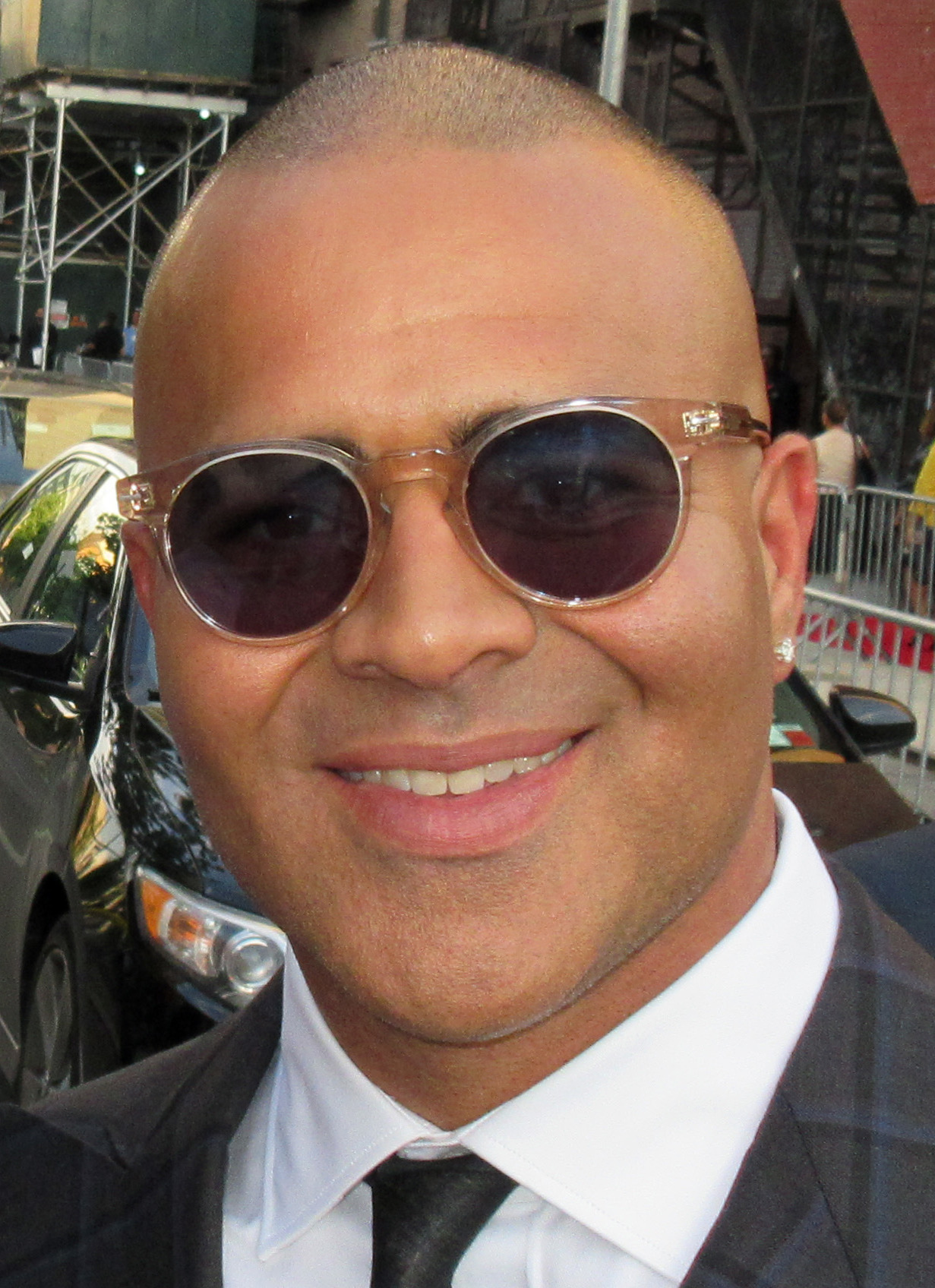
Christopher Jackson (2019)

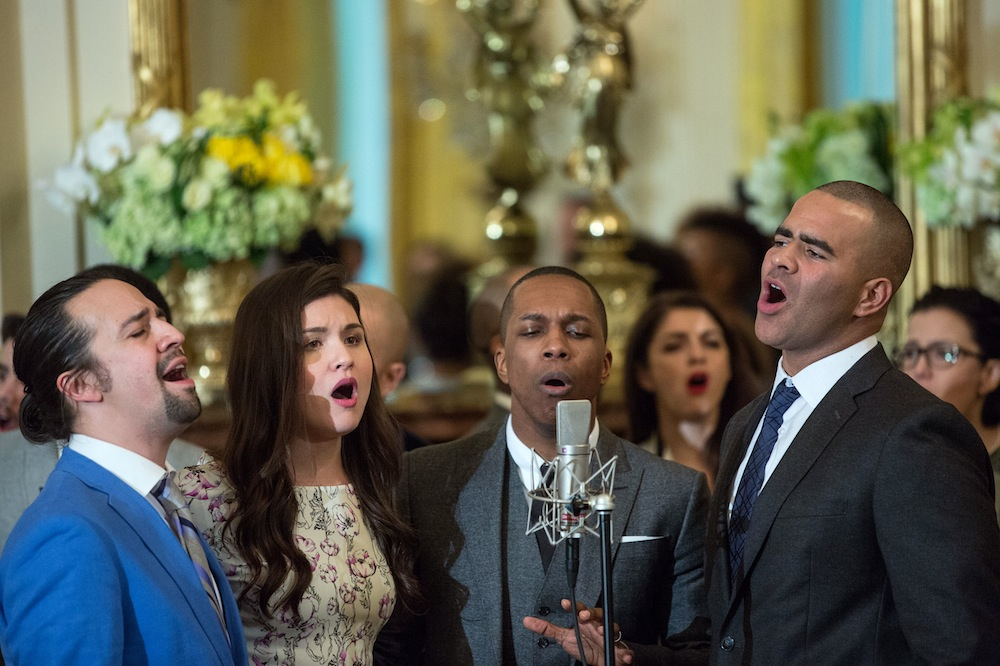
Christopher Jackson (rechts) im Weißen Haus mit Lin-Manuel Miranda, Phillipa Soo, Leslie Odom Jr. (2016)

Christopher Neal Jackson (* 30. September 1975 in Metropolis, Illinois) ist ein US-amerikanischer Film- und Theaterschauspieler.

## Leben und Wirken
Jackson wurde in Metropolis im US-Bundesstaat Illinois geboren und wuchs in Cairo, Illinois bei seiner Mutter Jane Adams und seinem Stiefvater Herbert Michael Hodges auf. 1993 schloss er die Cairo High School ab. Im Anschluss besuchte er die American Musical and Dramatic Academy in New York City.
2015 spielte Jackson die Rolle von US-Präsident George Washington im Broadway-Musical Hamilton. Er wurde für einen Tony Award nominiert und stieg am 13. November 2016 aus. 2015 erschien eine Aufnahme des Musicals. Für das Lied Where You Are erhielt er in den USA eine Vierfachplatin-Schallplatte und im Vereinigten Königreich eine Platin-Schallplatte.
Seit 2016 spielt Jackson in der Fernsehserie Bull die Rolle des Chunk Palmer, einem Stylisten, der zuvor für die Vogue gearbeitet hat und erfolgreicher Footballspieler an der University of Georgia war.

## Filmografie (Auswahl)
- 2010: White Collar (Fernsehserie)
- 2014: Person of Interest (Fernsehserie)
- 2014: Good Wife (Fernsehserie)
- 2016–2022: Bull (Fernsehserie)
- 2019: When They See Us (Fernsehserie)
- 2020: Hamilton
- 2021: In The Heights (Film)
- 2021–2025: And Just Like That … (Fernsehserie)